# Sarah Martins Da Silva
Sarah Martins Da Silva MRCOG és una ginecòloga i investigadora britànica especialitzada en infertilitat masculina. Da Silva és professora titular de medicina reproductiva a la Universitat de Dundee. També treballa com a ginecòloga consultora honorífica a l'Hospital Ninewells de Dundee, especialitzada en problemes de fertilitat i de concepció assistida. Va ser nomenada una de les 100 dones del 2019 de la BBC per la seva contribució a la ciència de la fertilitat.

## Biografia
Da Silva va néixer i créixer a prop de Cambridge, Anglaterra. El seu pare era enginyer i la seva mare es dedicava a tasques de caritat. Des de jove, aspirava a ser metgessa i científica.
El 1990, Da Silva es va graduar a la Perse School for Girls de Cambridge. El 1995 va obtenir la llicenciatura en medicina i cirurgia (MBChB) per la Facultat de Medicina de la Universitat d'Edimburg. El 2001, Da Silva va obtenir el diploma de la Facultat de Planificació Familiar (DFFP) del Reial Col·legi d'Obstetres i Ginecòlegs, de la Facultat de Salut Sexual i Reproductiva. El 2007, Da Silva va obtenir el doctorat a la Facultat de Medicina de la Universitat d'Edimburg, on residia en ginecologia i obstetrícia. La tesi doctoral de Da Silva es va titular "Regulació de l'activina i la neurotrofina del desenvolupament fol·licular humà i la maduració dels ovòcits bovins" i en ella va investigar la maduració de les cèl·lules d'òvuls i el desenvolupament dels ovaris. El seu mentor era Richard Anderson. El 2008 va obtenir un Diploma en Ecografia Obstètrica del Royal College of Obstetricians and Gynecologists / Royal College of Radiologists i també hi va rebre el MRCOG.

## Carrera
Del 2000 al 2004, Da Silva va ser professora clínica al MRC Center for Reproductive Health de la Facultat de Medicina de la Universitat d'Edimburg. Del 2004 al 2011, Da Silva va treballar com a registradora especialista en la divisió d'obstetrícia i ginecologia de la Royal Infirmary d'Edimburg en el NHS Lothian.
Del 2011 al 2013, Da Silva va ser especialista en medicina reproductiva (SCREDS) a l'escola d'investigació clínica escocesa a la Facultat de Medicina de la Universitat de Dundee. Del 2013 al 2019, Da Silva va ser consultora en ginecologia i professora titular honorífica a l'Hospital Ninewells del NHS Tayside de Dundee, Escòcia.
El 2019, Da Silva va esdevenir professora titular de medicina reproductiva i consultora honorària de ginecologia a la Facultat de Medicina de la Universitat de Dundee.
A més del seu treball en el recompte i la funció dels espermatozous, Da Silva és consultora ginecòloga en l'àrea de congelació d'òvuls.
El 2019, Da Silva va aparèixer en un documental de la BBC sobre problemes de fertilitat i FIV. Va pronunciar un discurs destacant el problema de disminuir el recompte d'espermatozous en l'esdeveniment BBC 100 Women a Delhi, Índia.

## Recerca
Da Silva dirigeix un grup de recerca sobre infertilitat masculina, biologia de l'esperma i descobriment de fàrmacs. És la líder d'una clínica d'investigació a tot el Regne Unit sobre estudis d'esperma per a parelles afectades per un tractament inexplicable d'infertilitat després de la FIV. Da Silva ha publicat articles científics centrats principalment en la fertilitat humana.
El treball de Da Silva sobre la infertilitat masculina va estar motivat per la inexplicable disminució de la fertilitat masculina a finals del segle XX i principis del XXI. Durant el seu treball com a metgessa consultora de concepció assistida, es va adonar que les opcions de tractament per a la fertilitat masculina eren limitades, en lloc d'exigir que la parella se sotmetés a tractaments de fertilitat invasius com la fecundació in vitro (FIV) i la injecció intracitoplasmàtica d'esperma que no s'adreçaven directament al problema de la baixa fertilitat masculina. La investigació de Da Silva se centra en la funcionalitat de les cèl·lules espermàtiques, en particular el canal de calci CatSper específic de l'esperma, i en com les opcions de vida modernes poden afectar la funció dels espermatozoides. Treballa en el desenvolupament de medicaments per millorar el recompte i la funció dels espermatozoides, per la qual ha guanyat finançament de la Fundació Bill & Melinda Gates. Da Silva va ajudar a crear un cribatge d'alt rendiment per a la detecció de molts fàrmacs potencials, un enfocament que va conduir al descobriment de dos compostos que eren capaços de millorar la motilitat de l'esperma en proves de laboratori.

## Vida personal
Da Silva es va casar amb el seu company d'estudis de medicina Mauricio Martins Da Silva mentre estudiava a la Universitat d'Edimburg. Tenen tres fills.

## Premis i distincions
- Membre del Royal College of Obstetricians and Ginecologists.
- 2019: Finalista del premi Escocesa de l'any, Glasgow Times.[18]
- 2019: Llista de les 100 dones més influents de tot el món de la BBC.[2]

## Obres i publicacions seleccionades
- da Silva, S.J.Martins; Bayne, R.A.L; Cambray, N; Hartley, P.S; McNeilly, A.S; Anderson, R.A «Expression of activin subunits and receptors in the developing human ovary: activin A promotes germ cell survival and proliferation before primordial follicle formation». Developmental Biology, 266, 2, 2-2004, pàg. 334–345. DOI: 10.1016/J.YDBIO.2003.10.030. PMID: 14738881.
- {{{títol}}} (tesi). OCLC 1065314574.
- Tardif, Steve; Madamidola, Oladipo A.; Brown, Sean G.; Frame, Lorna; Lefièvre, Linda; Wyatt, Paul G.; Barratt, Christopher L.R.; Martins Da Silva, Sarah J. «Clinically relevant enhancement of human sperm motility using compounds with reported phosphodiesterase inhibitor activity». Human Reproduction, 29, 10, 10-10-2014, pàg. 2123–2135. DOI: 10.1093/HUMREP/DEU196. PMC: 4481575. PMID: 25124668.
- Williams, Hannah L.; Mansell, Steven; Alasmari, Wardah; Brown, Sean G.; Wilson, Stuart M.; Sutton, Keith A.; Miller, Melissa R.; Lishko, Polina V.; Barratt, Christopher L.R. «Specific loss of CatSper function is sufficient to compromise fertilizing capacity of human spermatozoa». Human Reproduction, 30, 12, 08-10-2015, pàg. 2737–46. DOI: 10.1093/HUMREP/DEV243. PMC: 4643530. PMID: 26453676.
- Brown, Sean G.; Publicover, Stephen J.; Mansell, Steven A.; Lishko, Polina V.; Williams, Hannah L.; Ramalingam, Mythili; Wilson, Stuart M.; Barratt, Christopher L.R.; Sutton, Keith A. «Depolarization of sperm membrane potential is a common feature of men with subfertility and is associated with low fertilization rate at IVF». Human Reproduction, 31, 6, 6-2016, pàg. 1147–1157. DOI: 10.1093/HUMREP/DEW056. PMC: 4871192. PMID: 27052499.
- Martins Da Silva, Sarah J.; Brown, Sean G.; Sutton, Keith; King, Louise V.; Ruso, Halil; Gray, David W.; Wyatt, Paul G.; Kelly, Mark C.; Barratt, Christopher L.R. «Drug discovery for male subfertility using high-throughput screening: a new approach to an unsolved problem». Human Reproduction, 32, 5, 5-2017, pàg. 974–984. DOI: 10.1093/HUMREP/DEX055. PMC: 5850465. PMID: 28333338.
- Martins Da Silva, Sarah J. «Male infertility and antioxidants: one small step for man, no giant leap for andrology?». Reproductive BioMedicine Online, 39, 6, 12-2019, pàg. 879–883. DOI: 10.1016/J.RBMO.2019.08.008. PMID: 31727498.
- Pacey, Allan; Martins Da Silva, Sarah. «Chapter 6 - The Effect of Age on Male Fertility and the Health of Offspring». A: Male and Sperm Factors that Maximize IVF Success.  Cambridge, UK and New York: Cambridge University Press, maig 2020, p. 73–82. DOI 10.1017/9781108762571.006. ISBN 978-1-108-76257-1. OCLC 1120784106.